# مذبحة مدرسة واليسونغو 2000
مذبحة مدرسة واليسونغو هو الاسم الذي يطلق على سلسلة من الهجمات التي شنها مسلحون مسيحيون في 28 مايو 2000 على عدة قرى تقطنها أغلبية مسلمة حول بلدة بوسو سولاوسي الوسطى إندونيسيا كجزء من صراع طائفي أوسع في منطقة بوسو. رسميا العدد الإجمالي للقتلى في الهجمات هو 165، ولكن لا يوجد رقم محدد لعدد القتلى. يُعتقد أن عدد القتلى يزيد عن 39 جثة محسوبة من جثث اكتشفت لاحقًا في ثلاثة مقابر جماعية، وتساوي أو تقل عن الـ 191 التي نقلتها مصادر إسلامية.
تم تسمية المذبحة بمذبحة مدرسة بيسانترين واليسونغو الداخلية في سينتو ليمبا، حيث وقعت أكثر جرائم القتل بشاعةً وأبرزها. فيما بعد أدين ثلاثة قادة من جماعات الميليشيات المسيحية المحلية وأُعدموا في عام 2006 بسبب جرائم ارتكبت خلال المذبحة.

## مقدمة
سكان منطقة بوسو في سولاوسي الوسطى منقسمون جغرافيا على أسس إسلامية ومسيحية، مع القرى والمدن الساحلية التي تسكنها أغلبية من المدن والمرتفعات والقرى ذات الغالبية الأصلية البروتستانتية.
في جزء منه بسبب قرون من تجارة الشحن، كان السكان الأصليون المسلمون قد دمجوا المهاجرين من بوغيس من جنوب سولاوسي ومجموعة صغيرة من التجار العرب الذين احتل أحفادهم أماكن مهمة في المؤسسات الإسلامية. تضم المنطقة أيضًا قرى تم إنشاؤها في إطار برنامج الترحيل الحكومي، الذي جلب سكانًا من مناطق مكتظة بالسكان مثل جزر جاوة ولومبوك المسلمة في المقام الأول وأقلية صغيرة من جزيرة بالي الهندوسية. حصل السكان الذين عرفوا أنفسهم كمسلمين على الأغلبية في مقاطعة بوسو في أواخر التسعينيات، وشكلوا 60٪ من السكان وفقًا لأرقام الحكومة لعام 2011.
أدى هذا النمو الكبير في عدد السكان المسلمين بالنسبة إلى السكان المسيحيين إلى توتر حول التمثيل السياسي، خاصة عندما كانت قطاعات كبيرة من اقتصاد بوسو تحت سيطرة المهاجرين المسلمين. هيمن على إنتاج وتصدير الكاكاو المربح، على وجه الخصوص من قبل بوغيس والمهاجرين الصينيين. بعد تخفيض قيمة الروبية ازدادت زراعة هذه المحاصيل من قبل المهاجرين وأنشأت العديد من المجموعات المهاجرة المهاجرين مزارعًا في المناطق الداخلية التي كانت غاباتها سابقًا تعتبر أرضًا مسيحية. أدى تهميش السكان المسيحيين الأصليين إلى مخاوف من تعرض الهيكل التقليدي لمشاركة السلطة، إن لم يكن مكتوبًا لمقاطعة بوسو والذي فصل الإدارة بين المسيحيين والمسلمين للتهديد.
تصف هيومن رايتس ووتش أن اندلاع العنف تزامن مع النزاعات على المرشحين لشغل مناصب سياسية في الدوائر ذات الأهمية الاقتصادية، حيث تمكن المسؤول المنتخب من منح عقود حكومية قيمة. على وجه الخصوص تشير إلى نزاع على منصب سكرتير المقاطعة في أبريل 2000 قبل المذبحة مباشرة والصحف في ذلك الوقت التي طبعت بيانات أدلى بها عضو في حزب الوحدة في مجلس المقاطعة تتنبأ بمزيد من العنف إذا كان المرشح لادجلاني لم يتم اختياره كسكرتير.

### شغب مايو
ألقى كل من الزعماء المسلمين والمسيحيين باللائمة على النخبة السياسية المحلية لاستخدامها الاختلافات الدينية لزيادة تقسيم المجتمع وتعزيز سلطتهم الخاصة، وزعموا أن الأعضاء الذين لم تذكر أسماءهم في حكومة بوسو دفعوا إلى البلطجية للتحريض على معارك العصابات أثناء التنافس على المناصب الحكومية المحلية.
تصاعدت معارك العصابات إلى أعمال شغب واسعة النطاق في بوسو واستدعى قائد الشرطة المحلية قوات بالو من وحدة شبه عسكرية تابعة للشرطة. في 17 أبريل زعم أن الوحدة أطلقت النار على حشد من مثيري الشغب من المسلمين، مما أسفر عن مقتل ثلاثة وتحريض الشباب على إحراق ما لا يقل عن 300 منزل مسيحي طوال شهر أبريل. هرب المسيحيون النازحون إلى تينتينا أو التلال المحيطة ببوسو، وكانت هناك شائعات بأن العديد من الشباب لجأوا إلى معسكر تدريبي لميليشيا مسيحية في كيلي.
في وقت مبكر من صباح يوم 23 مايو قامت عصابة من أعضاء الميليشيات المسيحية بقيادة المغترب فابيانوس تيبو، بقتل شرطي واثنين من المدنيين في وسط مدينة بوسو ولجأ إلى كنيسة كاثوليكية. تجمع حشد من السكان المسلمين الغاضبين، حسبما زُعم لحرق المبنى، مما سمح لتيبو بالهرب دون قصد. شارك الغوغاء في قتال طائفي عنيف طوال اليوم، مما أدى إلى إصابة عشرة على الأقل في حي سايو في بوسو.

## الهجوم
وفقًا لتقرير جمعه أكاديميون إسلاميون محليون، لجأ بعض القرويين في صباح يوم الهجوم إلى قيادة المنطقة العسكرية في كاوا. يزعمون أن قائد شرطة المنطقة الفرعية أجبرهم على العودة إلى ديارهم، وأصروا على أن الوضع آمن.
خلال هطول أمطار غزيرة في 28 مايو 2000 انقطعت الكهرباء في قرية سينتوي ليمبا المسلمة على أيدي المسلحين المهاجمين. أحاط أفراد ملثمون من ميليشيا مسيحية بالقرية التي يسكنها بشكل أساسي مزارعو الكاكاو الجاويون الذين أعيد توطينهم والذين كانوا يعيشون سابقًا في جنوب سولاويزي، واستولوا على نساء وأطفال القرية وبعض الرجال. حوالي 70 من الذكور البالغين أو المراهقين فروا إلى ملجأ في مجمع مدرسة والسونغو الدينية الداخلية حيث تعرضوا للقتل وقتلوا بنيران الأسلحة الصغيرة والمناجل.
بصرف النظر عن أولئك الذين قتلوا في المدرسة، قيل إن آخرين أُسروا كانوا مقيدين وأجبروا على السير لمسافة كيلومترين إلى نهر بوسو بالقرب من المدينة حيث قُتل العديد من الأسرى، بمن فيهم الأطفال والرضع، وكانت هناك تقارير تفيد بأن نهر بوسو قد تم انسداده من كثرة الجثث في أعقاب حادثة القتل. ذكرت العديد من النساء الناجيات فيما بعد أنهن تعرضن للاغتصاب على أيدي المسلحين وشاهدوا أقاربهم يعانون من اعتداء جنسي أيضًا. استذكرت إحدى المقيمات شاهدة على مقتل 9 من أقاربها على أيدي المسلحين بمن فيهم طفلها الأصغر في الصف الثالث. قال مقيم آخر نجا من الهجوم في المدرسة لصحفي إنه أُلقي القبض عليه مرة أخرى بعد أربعة أيام ونُقل إلى النهر لإعدامه وهرب.
تشير شهادة هيومن رايتس ووتش إلى أن طريقة عمل المسلحين كانت مماثلة في البلدات الأخرى التي يسكنها مسلمون، اختفى ثمانية مسلمين آخرين من قرية تابالو بعد أن قام المهاجمون بجمع السكان المحليين والسير إلى بلدة كاسيجونكو. اختفى ما لا يقل عن 14 مهاجراً مسلماً من لومبوك وجاوة بعد اختطافهم من بلدة أخرى من قبل ما يقرب من 100 من المقاتلين الملثمين الذين أمروا السكان المحليين بالتجمع في قاعة القرية. وصف الشهود الميليشيا بأنها تحتوي على قائمة بأسماء الأشخاص الذين يجب اختطافهم وعدة شاحنات لنقلهم.
تعرف بعض سكان تبالو على المسلحين كشباب من قريتي تنغكورا وسانغينورا، وحتى بعض من مدينتهم الخاصة الذين كانوا يتنكرون في ملابس سوداء وأقنعة التزلج. وصف العديد من السكان المسلحين بأنهم مسلحون برماح الخيزران وسهام أمبون، وهي مقلاع قوية تطلق قضبان معدنية حادة من بين مقذوفات أخرى.
تم الإبلاغ عن إحراق ما يصل إلى 4000 منزل في عدة قرى، حيث استهدفت الميليشيات بشكل خاص تلك التي تملكها عائلات مسلمة. وقد خلق هذا حركة كبيرة من السكان المسلمين، إما الذين تركوا بلا مأوى أو خوفًا من الهجمات الأخرى إلى المناطق ذات الأغلبية المسلمة داخل بالو أو حولها، وتم إنشاء مخيمات اللاجئين في استاد بالو المحلي لكرة القدم من قبل جماعات إسلامية محلية مختلفة. في منتصف عام 2008 كان العديد من قروي سينتوي ليمبا الذين شردتهم أعمال العنف لا يزالون يشغلون منازل محترقة بلا مرافق صرف صحي تذكر.

## التحقيق والنتائج
اقترح بعض المراقبين أن العنف تم التخطيط له خلال مسابقة قراءة القرآن الوطنية في بالو حضرها الرئيس ونائب الرئيس ، لأن السلطات ستشتت انتباهها بسبب الحدث الكبير ووجود القادة التنفيذيين الإندونيسيين.
سعت بعض الجماعات إلى الانتقام من الهجمات، أبرزها جماعة الخيرات وهي مؤسسة تعليمية إسلامية بارزة في شرق إندونيسيا، يُزعم أنها اشترت مواد لإنتاج الأسلحة ووزعت المناجل وكميات من المال على المتطوعين الذين أرسلتهم الشاحنة من بالو إلى بوسو. يشير الشهود إلى أن شحنتين من مجندي بالو اشتبكت مع ميليشيات مسيحية في قرية توكوروندو في 29 مايو، لكنهما تكبدتا خسائر ولم يشاركا بشكل مباشر في النزاع اللاحق.
رداً على المجزرة والانتقام، أرسلت القيادة العسكرية الإقليمية الإندونيسية 1500 جندي إضافي وعشرة دبابات ووحدة قتالية إلى منطقة بوسو، مما زاد الوجود العسكري في المنطقة إلى ثلاث كتائب مشاة أو نحو 2200 جندي يرتدون الزي العسكري. في 6 يونيو اشتبكت ميليشيا مسيحية مع السلطات شرق بوسو مما عانى من خسائر فادحة.

### اتهامات جنائية
حدد الحاكم آنذاك تهم لأدفنت إل. لاتيكا وهو شخصية بروتستانتية، باعتباره العقل المدبر للمذبحة والمسؤول عن الزيادة العامة في العنف. قُتل لاتيكا في وقت لاحق في 2 يونيو عندما اشتبك المئات في حي بوسو في كايامانيا وفي منتصف يوليو قُبض على 124 بروتستانت آخرين جنوب شرق بوسو في كولونيدال، لحملهم أسلحة لا سيما المناجل.
في وقت لاحق من يوليو تم القبض على ثلاثة مسلحين ولدوا في شرق نوسا تينجارا، القاتل المدان تيبو ودومينغجوس دا سيلفا ودون مارينوس ريو، للاشتباه في تنظيمهم للمذبحة. في عام 2001 أدانت محكمة من ثلاثة قضاة بعد سماع شهادة من 28 شاهداً، تيبو كزعيم لميليشيا مسيحية تدعى «المجموعة الحمراء» ووجدت أن دا سيلفا كان أحد قادته وأن السيد ريو قد شارك في عمليات القتل. على الرغم من أن الدفاع زعم أن تيبو ربما كان أكثر من مجرد سفاح مستأجر، حكم على الثلاثة جميعًا بالإعدام رمياً بالرصاص وأُعدموا في سبتمبر 2006 بسبب جرائمهم.
خلال محاكمته أعطى تيبو في شهادته أسماء 16 شخصًا زعم أنهم منسقوا المذبحة، بما في ذلك العديد من كبار قادة الكنيسة المسيحية، على الرغم من أنه لم يتم توجيه الاتهام أو تقديم أي منهم إلى المحاكمة.

### الأحداث اللاحقة
تم شن هجوم مماثل من قبل أعضاء المجموعة الحمراء المزعومين ضد قرية بويونج كيتو ذات الأغلبية المسلمة في 3 يونيو 2001، مما أسفر عن مقتل 14 شخصًا على الأقل جميعهم من النساء والأطفال باستثناء اثنين. من بين الذين قتلوا في بويونج كاتيدو كان إمام المسجد المحلي وفيرمان وهو رضيع.
يتهم المسلحون المسلمون بارتكاب مذابح منفصلة ضد مدنيين من سولاويزي في أكتوبر 2003، مما أسفر عن مقتل 8 في قرى ساتو ذات الغالبية المسيحية وثلاثة آخرين في منطقة موروالي المجاورة قبل أيام قليلة. تعرض 30 منزلاً وكنيسة للنهب والإشعال.
اعتبارا من عام 2011 لا يزال العدد الإجمالي للأشخاص الذين قتلوا في مذبحة 28 مايو غير واضح، حيث لا يزال يتم اكتشاف مقابر جماعية عبر مقاطعة بوسو. تم اكتشاف جثث 63 شخصًا مجهولي الهوية في قاعدة وادٍ بالقرب من قرية تاجولو بعد عدة أشهر بينما تم اكتشاف قبر جماعي آخر، يزعم أنه يحتوي على المزيد من السكان المتوفين في سينتو ليمبا، في مايو 2006 عقب المعلومات التي قدمتها في المحاكمة المقاتلون الثلاثة المدانون.